# Paradrina fuscicornis
Paradrina fuscicornis là một loài bướm đêm trong họ Noctuidae.